# Division de Lamballe et Moncontour
La Division de Lamballe et Moncontour est une division de chouans faisant partie de l'Armée catholique et royale des Côtes-du-Nord, elle-même attachée à l'Armée catholique et royale de Bretagne

## Commandement
(liste non exhaustive)
- Colonel : Amateur-Jérôme Le Bras des Forges de Boishardy, Jérôme Sylvestre dit  Boishardy (décédé en 1795), remplacé par:
- Maréchal de camp : Guillaume Le Gris-Duval et par:
- le Lieutenant Jean-Marie Le Veneur de La Roche, dit  Laroche, né à La Mare en Gausson le 24 octobre 1746, officier au régiment d'Artois, Chef des Chouans de Côtes-du-Nord après la mort de Boishardy, il déposa les armes le 21 juillet 1796 avec ses chefs de division, arrêté et emprisonné à Saint-Brieuc et libéré le 27 octobre 1799.

Major
- Séverin Thomas

Aide-Major
- Aubry de Vildé

Chef de Canton
- du Leslay
- du Tertre, né à Saint-Brandan

Chirurgien-major
- Poënce de Hérilly, né à Plémy

Commandant
- François Auguste Félix de La Moussaye, vicomte, né à Matignon, commandant d'un corps franc de la division de Lamballe et Moncontour.

Lieutenants
- de Bédé, chevalier
- Le Cocu-Méré, de Tréguevel
- Le Forestier,
- Gaspard,
- Le Guen,né à Saint-Alban
- Yves Guigen
- Lamite,
- Ange Melchior Pierre Loncle de Folleville, né à Rennes le 6 janvier 1762.
- Louis Marat
- Pierre Melchior
- Jean-Marie Oren
- Priou, né à Plémy
- Louis Mathurin Radenac, né à Plœuc-sur-Lié le 29 novembre 1781, secrétaire de Mairie à Plœuc et marchand
- Joseph Raut, né à Yffiniac
- du Rocher
- Yves Yvenate

Capitaines
- François Berder, né à Yffiniac
- Berthelot, né à Plœuc-sur-Lié
- Guillaume Boullé, né à Le Leslay
- Noël Boullé,né à Bréhand-Moncontour
- Breton, dit d'Orbelle
- Hyacinthe Le Bris
- Carlot, né à Plémy
- Joseph Doledec, dit Godimar, né à Quessoy
- La Fruglais,
- Pierre Gautier
- Yves Le Helloco, né au Bodéo
- Jean-Marie Jouanin
- de Kerémar, né à Ilineuc
- Gaspard Loncle
- Joseph Le Mée, né à Coëtmieux
- du Merdy de Catuélan, né à Hénon
- Pierre-Jean Le Moine,
- de Montorieu,
- La Motte, né à Plessala
- Henri Olivaux, né à Langast
- Michel Renaut-Grandjean, né à Saint-Brieuc
- Fidèle Le Vicomte, né à Lamballe
- du Vigné
- Laurent Vivier, dit Duchêne né à Lamballe
- Vorgille

Officier
- Bernard de Villeneuve, dit: Tonton
- Georges Marcelin Chabron de Solilhac, né à Saint-Paulien-en-Velay